# ایناویلی
ایناویلی (به انگلیسی: Ainavilli) یک منطقهٔ مسکونی در هند است که در آندرا پرادش واقع شده‌است.